# Rusina
Rusina, właśc. Norbert Piotr Rusinek (ur. 11 października 2002 we Wronkach) – polski raper, wykonawca trapu i autor tekstów. W 2022 rozpoczął współpracę z wydawnictwem Def Jam Recordings Poland.
W kwietniu 2022 ukazał się jego debiutancki album Energia wygrywania, który w listopadzie 2022 uzyskał certyfikat złotej płyty. 28 września 2023 miała miejsce premiera drugiej płyty Ostatnie dni przeklętych dni.Od dłuższego czasu nie wiadomo co się z nim dzieje 
Współpracował z szerzej znanymi artystami takimi jak Young Igi, TPS, Vkie czy asster.

## Dyskografia

### Albumy Studyjne
| Rok  | Album | Najwyższa pozycja na liście | Certyfikat             | Sprzedaż       |
| Rok  | Album | POL                         | Certyfikat             | Sprzedaż       |
| ---- | --- | --------------------------- | ---------------------- | -------------- |
| 2020 | Trapped In Underground - Data: 10 lipca 2020 - Wytwórnia: Universal Music Polska - Produkcja: learnhowtohustle - Format: CD, digital download |                             |                        |                |
| 2022 | Energia wygrywania - Data: 28 kwietnia 2022 - Wytwórnia: Universal Music Group - Format: CD, digital download                                 | 4                           | - POL: platynowa płyta | - POL: 30 000+ |
| 2023 | Ostatnie dni przeklętych dni - Data: 28 września 2023 - Wytwórnia: Universal Music Group - Format: CD, digital download                       |                             |                        |                |

### Single
| Rok  | Tytuł                                             | Certyfikat             | Album                        |
| ---- | ------------------------------------------------- | ---------------------- | ---------------------------- |
| 2020 | „Niepotrzebna”                                    |                        | Singel niealbumowy           |
| 2020 | „Dla mnie”                                        |                        | Singel niealbumowy           |
| 2021 | „Host”                                            |                        | Singel niealbumowy           |
| 2021 | „Kreskówka”                                       |                        | Singel niealbumowy           |
| 2021 | „Śmieci”                                          |                        | Singel niealbumowy           |
| 2021 | „Telegram”                                        |                        | Singel niealbumowy           |
| 2022 | „Go!”                                             | - POL: złota płyta     | Energia wygrywania           |
| 2022 | „10 pak”                                          | - POL: platynowa płyta | Energia wygrywania           |
| 2022 | „Na forach” (gośc. Young Igi)                     | - POL: platynowa płyta | Energia wygrywania           |
| 2022 | „Molly”                                           |                        | Energia wygrywania           |
| 2022 | „Zemsta” (gośc. Bary, vkie)                       | - POL: złota płyta     | Energia wygrywania           |
| 2022 | „Jestem śliczny”                                  | - POL: złota płyta     | Singel niealbumowy           |
| 2022 | „Wiem dobrze” (gośc. Sheder)                      |                        | Singel niealbumowy           |
| 2023 | „Millie”                                          |                        | Ostatnie dni przeklętych dni |
| 2023 | „Trzeźwym być”                                    |                        | Ostatnie dni przeklętych dni |
| 2023 | „Wygram albo umrę”                                |                        | Ostatnie dni przeklętych dni |
| 2023 | „Setki dróg” (gośc. vkie, Aleshen, TPS, kidzlori) |                        | Ostatnie dni przeklętych dni |
| 2024 | „Na rogu”                                         |                        | TBA                          |

Występy gościnne
| Rok  | Tytuł                                                                  | Album                         |
| ---- | ---------------------------------------------------------------------- | ----------------------------- |
| 2021 | „Twardy łeb” (vkie; gośc. Rusina, Bary)                                | Singel niealbumowy            |
| 2022 | „Tani luz” (vkie; gośc. Rusina)                                        | Brak kontroli                 |
| 2022 | „Pomoc” (White Widow; gośc. Rusina)                                    | Parę Głów Dalej               |
| 2022 | „BBL” (Young Igi, gośc. Rusina)                                        | Notatki z marginesu           |
| 2023 | „OK?” (MłodyBA; gośc. Rusina)                                          | Singel niealbumowy            |
| 2023 | „Members Only Cypher” (gośc. Rusina, Kosior, Yung Adisz, Asster, Bary) | Singel niealbumowy            |
| 2023 | „Warszawa” (Aleshen; gośc. Rusina)                                     | Aleshen                       |
| 2024 | "Zapłakane Matki" (Yung Adisz, gośc. Rusina)                           | Def Jam World Tour: BUCHAREST |